# Rhytiphora basicristata
Rhytiphora basicristata là một loài bọ cánh cứng trong họ Cerambycidae.